# Толстой, Алексей Константинович
Граф Алексе́й Константи́нович Толсто́й (24 августа [5 сентября] 1817, Санкт-Петербург — 28 сентября [10 октября] 1875, село Красный Рог, Мглинский уезд Черниговской губернии) — русский писатель, поэт и драматург, переводчик, сатирик из рода Толстых. Автор лирических стихотворений, поэм и баллад. Один из соавторов «Козьмы Пруткова». Член-корреспондент Императорской Санкт-Петербургской АН.
На стихи А. К. Толстого было написано свыше 80 песен и романсов.

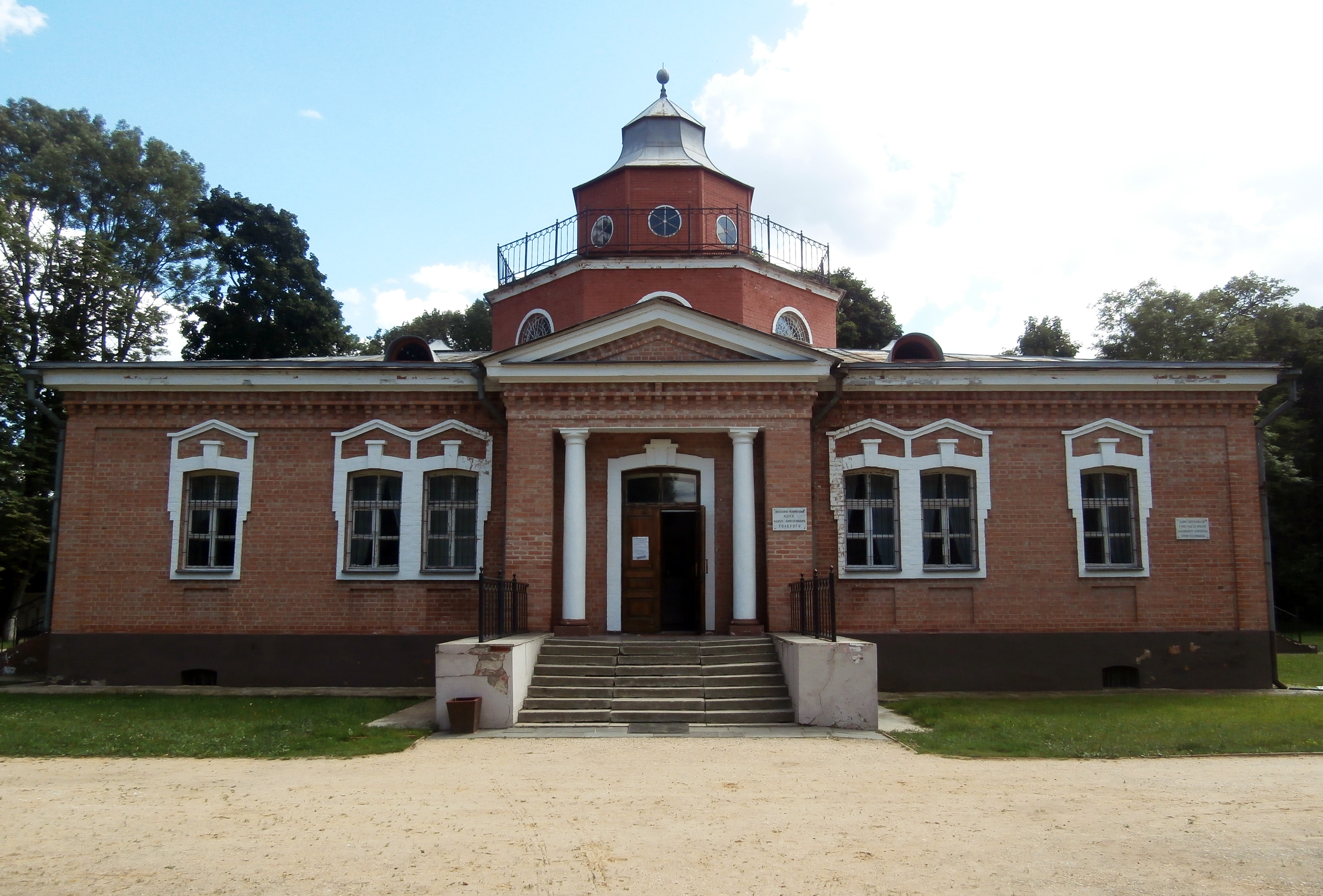
Дом-музей А. К. Толстого в имении Красный Рог

## Биография
Родился 5 сентября 1817 года в Санкт-Петербурге и был крещён 27 сентября в церкви Симеона и Анны на Моховой улице (там же, где венчались его родители). Восприемниками были действительный тайный советник граф А. К. Разумовский и супруга генерал-лейтенанта графа Апраксина графиня Елизавета Кирилловна Апраксина. Отец — советник Государственного ассигнационного банка граф Константин Петрович Толстой (12.02.1780—29.05.1870), старший брат художника Ф. П. Толстого, принадлежал к старшей титулованной ветви Толстых, восходящей к Петру Андреевичу Толстому (1645—1729), близкому сподвижнику Петра I. Его правнук, дед Алексея Константиновича, генерал-майор Пётр Андреевич Толстой (1746—1822), был женат на дочери капитана французской армии и полковника российской службы Елизавете Егоровне, урождённой Барбо де Морни де Женевьев (Barbot de Marny de Geneviève) (1750—1803). Их сын Константин (1780—1870) и стал отцом поэта. 13 (26) ноября 1816 года К. П. Толстой вступил во второй брак, женившись на Анне Алексеевне Перовской (1796 или 1799—1857), внебрачной дочери графа А. К. Разумовского и Марии Михайловны Соболевской (в замужестве Денисьевой, ум. 1837). Граф А. К. Разумовский был «поручителем по невесте» при венчании Анны и Константина.

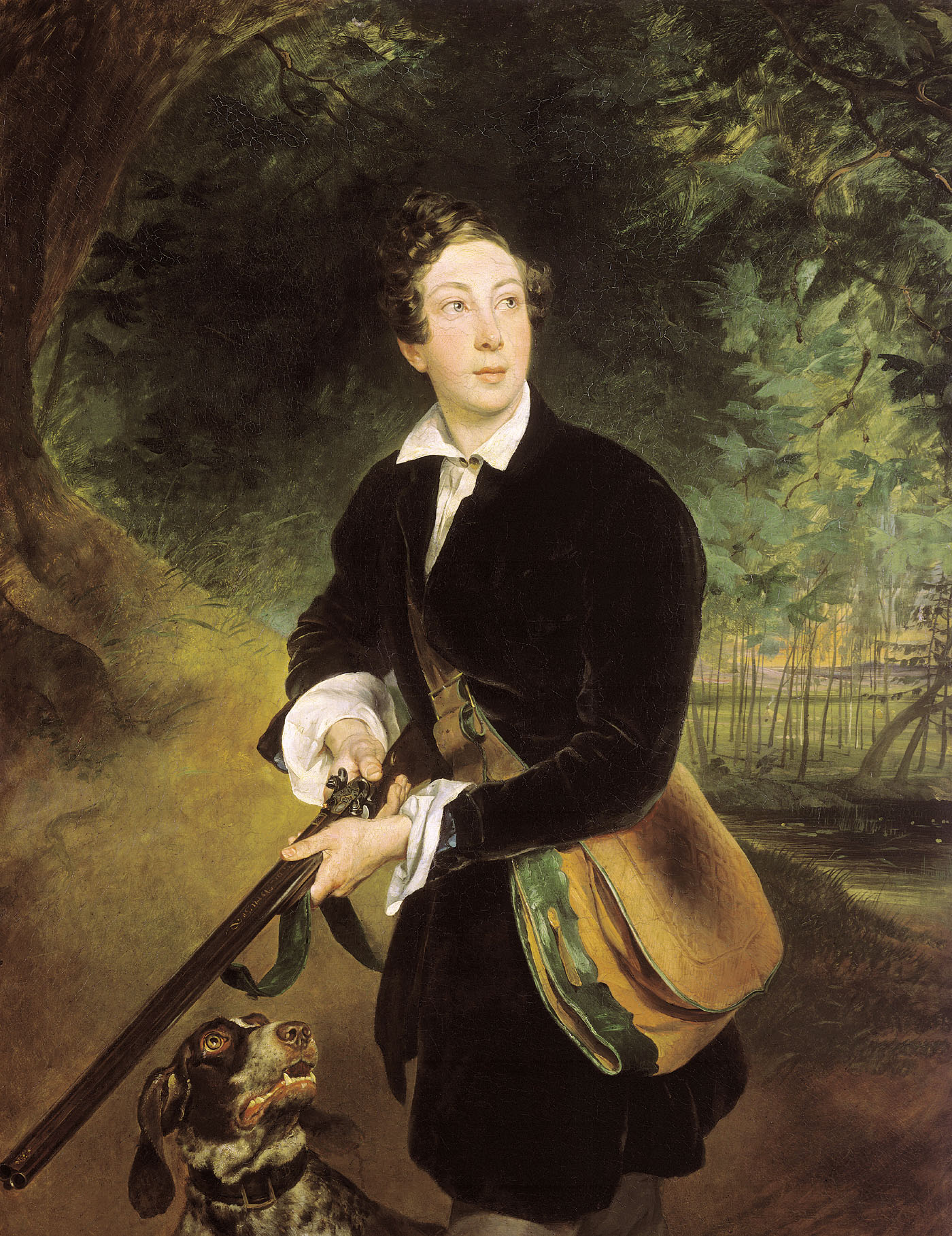
Портрет кисти К. Брюллова, 1836 год

Графиня А. А. Толстая разошлась с мужем по неизвестным причинам и с полуторамесячным сыном Алексеем уехала в наследственное имение Блистова (Кролевецкий уезд Черниговской губернии), а затем жила в имениях Почеп, Погорельцы и в Красном Роге, где Алёша провёл детство. Вместо отца его воспитывал дядя по матери А. А. Перовский (Антоний Погорельский), сочинивший для племянника сказку «Чёрная курица, или Подземные жители» о приключениях мальчика по имени Алёша. Другому знаменитому писателю из рода Толстых — Льву Николаевичу — Алексей приходился троюродным братом.
Раннее детство Алексей провёл в Черниговской губернии, в имении дяди, в селе Погорельцы Сосницкого уезда. В 1826 году с матерью и дядей впервые оказался за границей, посетил Германию и Италию. В Веймаре был представлен будущему Великому герцогу Карлу-Александру Саксен-Веймарскому и Эйзенахскому (Karl Alexander August Johann von Sachsen-Weimar-Eisenach). Путешествие по Италии 1831 года Толстой описал в своём дневнике. На даче графини Анны Алексеевны Орловой-Чесменской, где проживала с детьми императрица, 30 августа его вместе со сверстниками из семейств Голицыных, Виельгорских, Гагариных знакомят с цесаревичем Александром. По рекомендации В. А. Жуковского вместе с Александром Адлербергом и Александром Барятинским Алексей становится «товарищем для игр» будущего императора Александра II (в 1838 году они посетили озеро Комо). Алексей Толстой оставался участником игр цесаревича и в Зимнем дворце, и в Царском Селе, и на Елагином острове. Дружба А. К. Толстого и Александра II продолжалась всю жизнь. Впечатления от поездки на озеро Комо А. Толстой использовал при написании повести «Упырь». Алексей Толстой обладал замечательной силой: в детстве бегал по коридорам Зимнего дворца с цесаревичем на плечах; взрослым подымал одной рукой человека, ломал палки о мускулы своей руки, скручивал винтом кочергу и серебряные вилки.
Алексей получил хорошее домашнее обучение и 9 марта 1834 года зачислен на государственную службу в Московский главный архив Министерства иностранных дел «студентом». С 13 января 1837 года — на службе «сверх штата» в русской миссии при германском сейме во Франкфурте-на-Майне.
В декабре 1835 года выдержал в Императорском Московском университете выпускной экзамен «из предметов, составляющих курс наук словесного факультета для получения учёного аттестата на право чиновника первого разряда». 25 ноября 1837 года переводится в Департамент хозяйственных и счётных дел (Санкт-Петербург). Представлен к чину коллежского регистратора. 13 октября 1839 года произведён в губернские секретари. 9 марта 1840 года пожалован в коллежские секретари, 26 января 1842 года — в титулярные советники. 27 мая 1843 года пожаловано звание камер-юнкера. С января 1846 года — надворный советник. В декабре 1849 года перемещён «младшим чиновником» во II Отделение Собственной Его Императорского Величества канцелярии. 19 мая 1851 года пожаловано придворное звание «в должности церемониймейстера», в 1861 году — «в должности егермейстера».

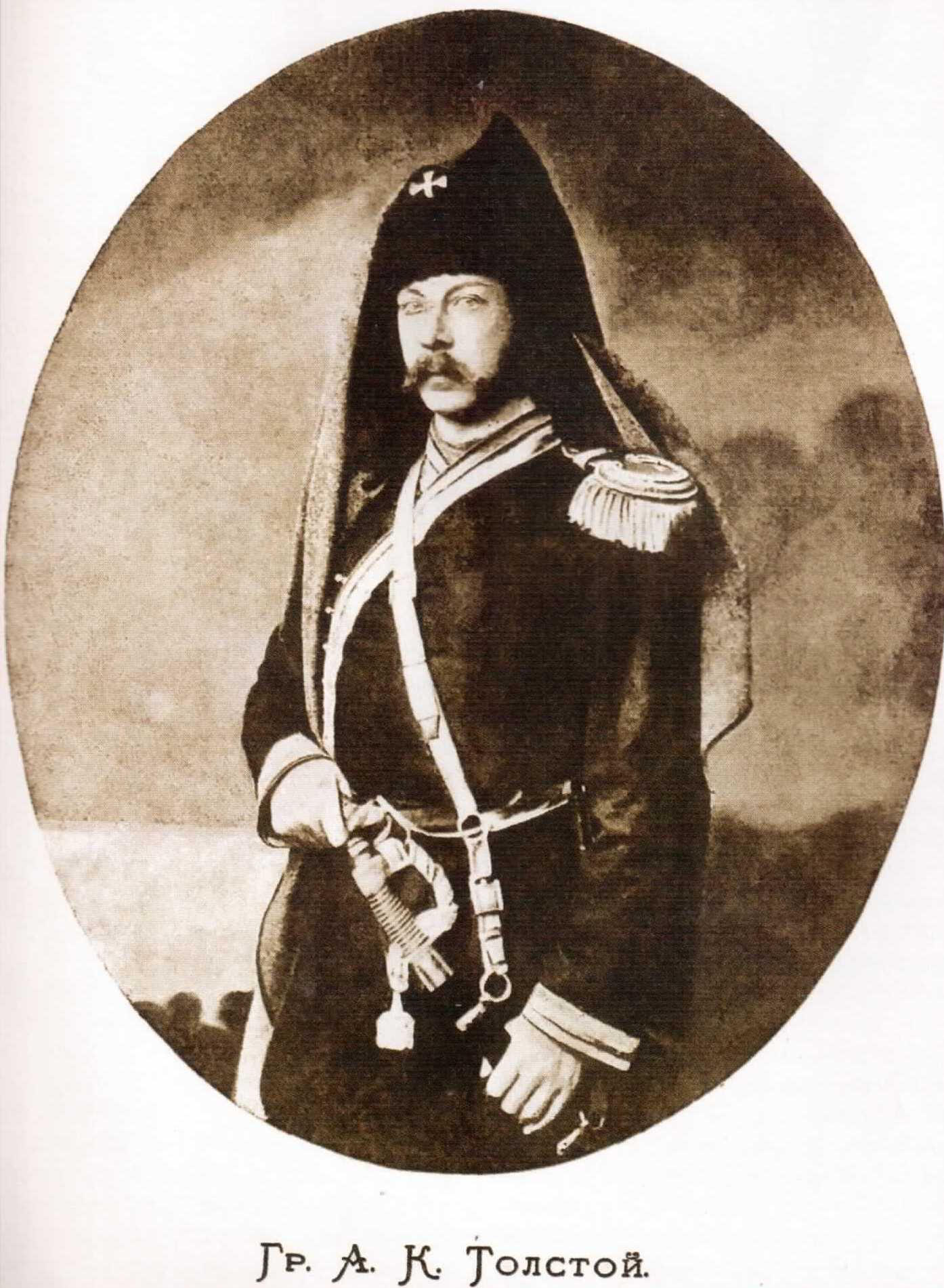
А. К. Толстой в военной форме. 1855 год

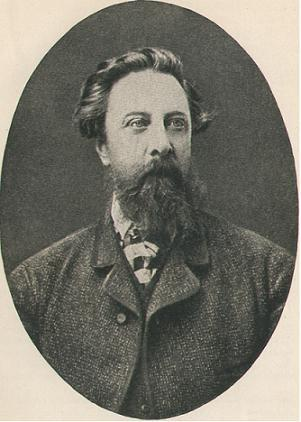
А. К. Толстой в 1860-х гг.

Зимой 1850—1851 года Толстой влюбился в жену конногвардейского ротмистра Софью Андреевну Миллер (урождённая Бахметева, 1827—1892) и сошёлся с ней. Брак их был официально оформлен только через 12 лет, в 1863 году, так как ему препятствовали, с одной стороны, муж Софьи Андреевны, не дававший ей развода, а с другой — мать Толстого, недоброжелательно относившаяся к ней.
В 1855 году, во время Крымской войны, Толстой хотел организовать особое добровольное ополчение, но это не удалось, и он поступил в число охотников так называемого «стрелкового полка Императорской фамилии». Участия в военных действиях ему не пришлось принять, но он едва не умер от жестокого тифа, унёсшего около Одессы значительную часть полка. Во время болезни за ним ухаживала Софья Андреевна.
В день коронации Александра II (26 августа 1856 года) Толстой был произведён в полковники и назначен флигель-адъютантом, а когда он не захотел оставаться на военной службе — егермейстером. Осенью того же года назначается делопроизводителем «Секретного отдела о раскольниках». После отставки со службы в 1861 году действительный статский советник Толстой только изредка наезжал в столицу. Жил в усадьбе «Пустынька» на берегу реки Тосны под Санкт-Петербургом (не сохранилась) или в ещё более далёком от столицы Красном Роге (Черниговская губерния, Мглинский уезд).
В 1863 году в Лейпциге венчался с Софьей Андреевной Бахметевой.
В середине 1860-х годов здоровье А. К. Толстого пошатнулось, и с этого времени он стал большей частью жить за границей: летом на разных курортах, зимы проводил в Италии и Южной Франции.
За два года до смерти, 13 декабря 1873 года, А. К. Толстой был избран членом-корреспондентом Императорской Санкт-Петербургской академии наук в один день с Л. Н. Толстым, о чём в своём дневнике академик и цензор А. В. Никитенко записал: «Избраны в члены-корреспонденты графы Лев Толстой и Алексей Толстой».
28 сентября 1875 года, во время очередного приступа головной боли, А. К. Толстой ввёл себе слишком большую дозу морфия (который принимал по предписанию врача), что привело к его смерти.
Музей-усадьба Алексея Толстого расположена в Красном Роге. Здесь граф провёл детские годы, неоднократно возвращался в эти места в зрелом возрасте, здесь же и был похоронен. Детей по себе не оставил. Приёмная дочь — Бахметева, Софья Петровна.

## Творчество
Писать и публиковаться А. К. Толстой начал очень рано. Его первая публикация — фантастическая повесть «Упырь», написанная в стиле Э. Т. А. Гофмана и напечатанная в 1841 году под псевдонимом «Краснорогский». Весьма благожелательно в «Отечественных записках» (1841) отозвался о повести В. Г. Белинский, увидевший в ней «все признаки ещё слишком молодого, но тем не менее дарования». В конце 1830-х или начале 1840-х годов Толстой написал по-французски рассказ «Семья вурдалака» (La famille du vourdalak. Fragment inedit des memories d’nn inconnu) и связанный с ним сюжетно рассказ «Встреча через триста лет».
Осенью 1843 года А. К. Толстой дебютировал как поэт — в «Листке для светских людей» было напечатано без подписи первое стихотворение «Серебрянка» («Бор сосновый в стране одинокой стоит…»). В 1854 году в «Современнике» был опубликован ряд стихотворений А. К. Толстого, сразу привлёкших к нему внимание читательской публики. В том же журнале вышел цикл юмористических стихотворений, появившихся в 1854—1855 годах под псевдонимом «Козьма Прутков» и написанных А. К. Толстым в соавторстве с братьями Жемчужниковыми.
А. К. Толстой написал несколько юмористических поэм, которые в дальнейшем не включались в собрания его сочинений и, если не считать заграничных изданий, были опубликованы только в 1980-е годы. 

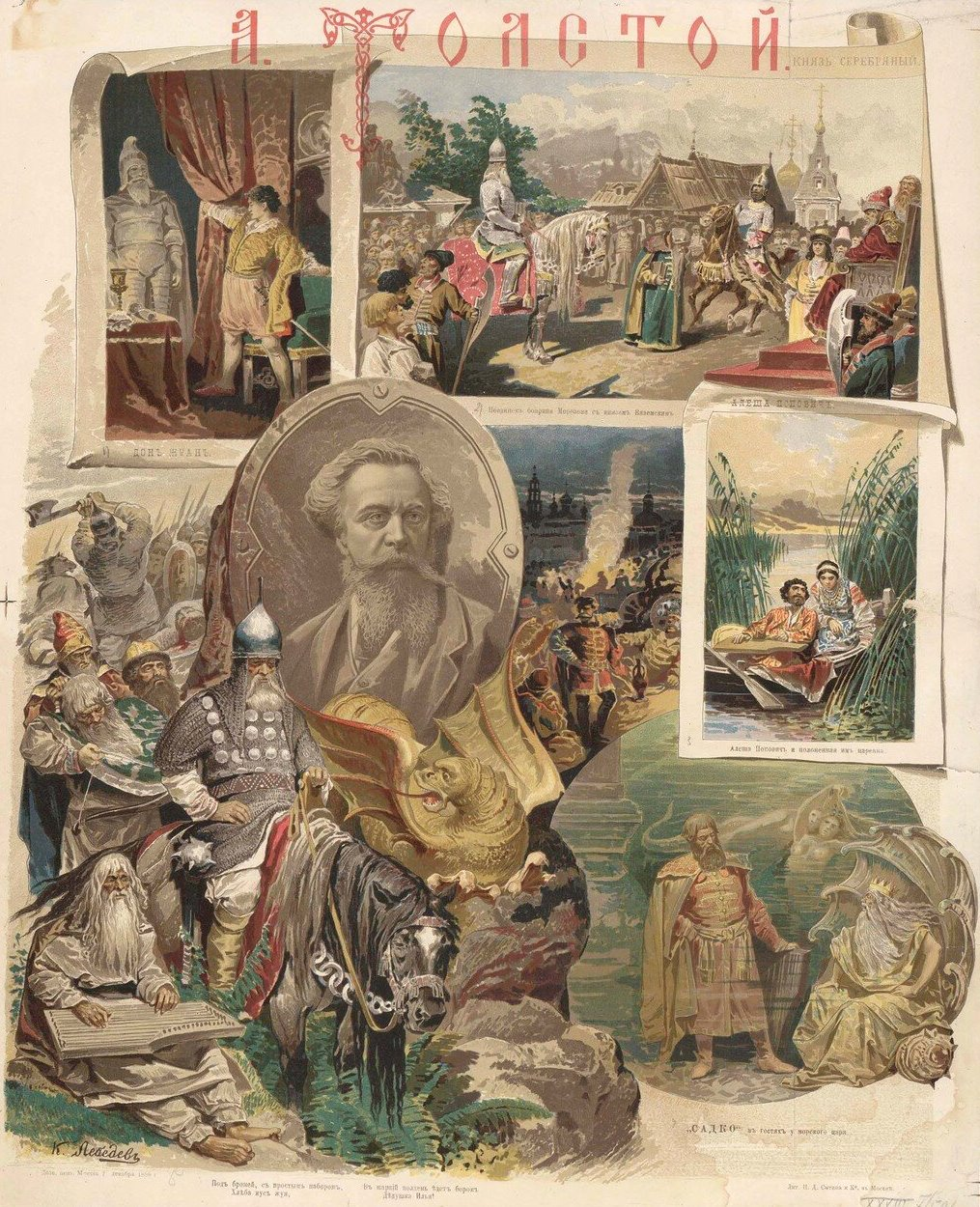
Народный лубок по произведениям А. К. Толстого, 1888

Создатель баллад, сатирических стихотворений, исторических поэм, исторического романа «Князь Серебряный» (опубликован в 1863 году), драматической трилогии: «Смерть Иоанна Грозного» (1866), «Царь Фёдор Иоаннович» (1868) и «Царь Борис» (1870). Автор проникновенной лирики с ярко выраженным музыкальным началом, психологических новелл в стихах («Средь шумного бала, случайно…», «То было раннею весной…»).
Печатался в журналах:
- «Современник» (ряд стихотворений: «Колокольчики мои…», «Ой, стоги…» и другие, 1854);
- «Русская беседа» (поэма «Грешница», 1858; поэма «Иоанн Дамаскин», 1859; стихотворение «И. С. Аксакову», 1859);
- «Вестник Европы» (драма «Царь Фёдор Иоаннович», 1868; драма «Царь Борис», 1870; стихотворная биографическая повесть «Портрет», 1874; написанный в дантовском стиле рассказ в стихах «Дракон»);
- «Русский вестник» (драматическая поэма «Дон Жуан», 1862; исторический роман «Князь Серебряный», 1863; ряд сатирических стихотворений);

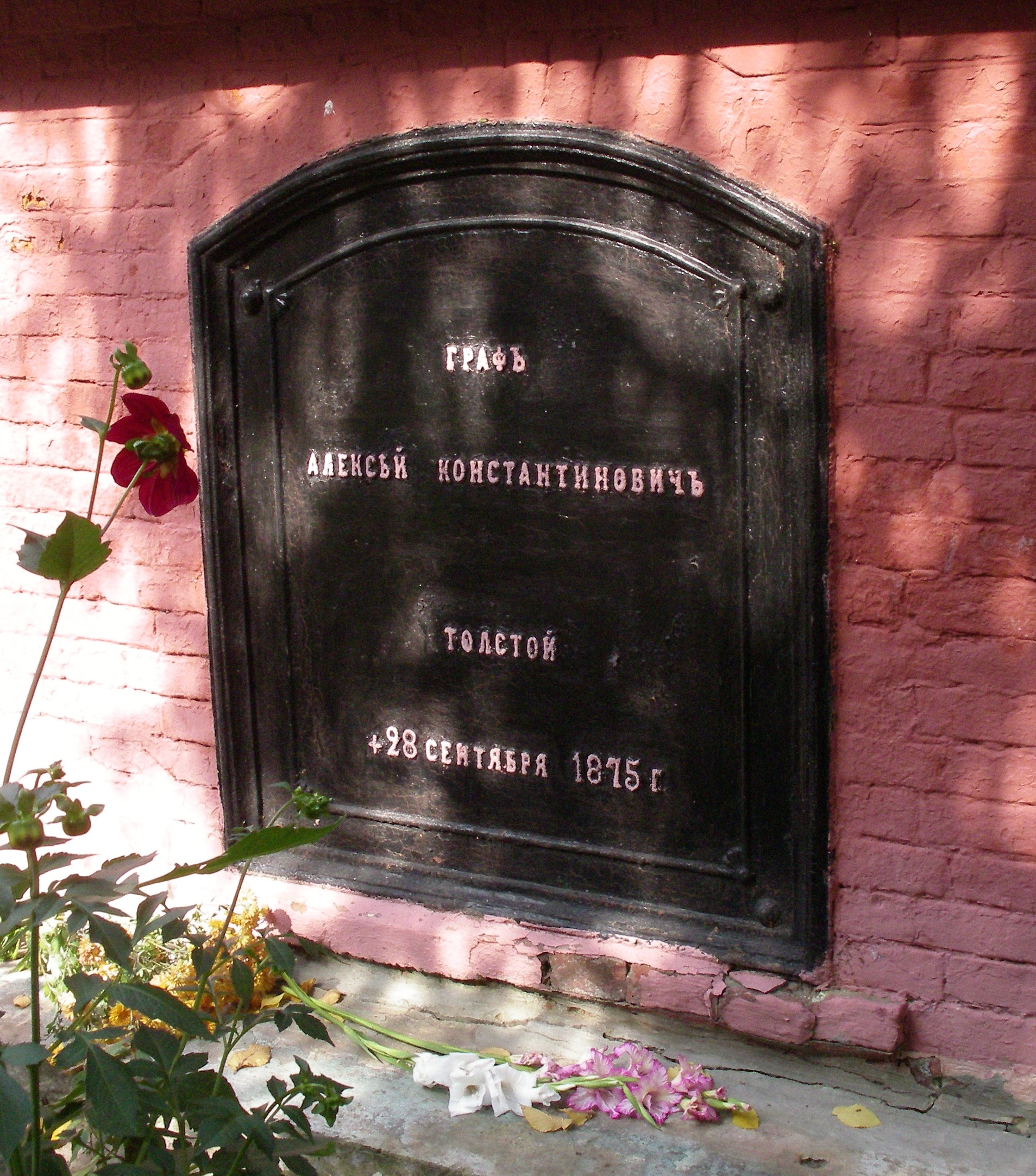
Могила Алексея Константиновича Толстого в Красном Роге

- «Отечественные записки» (в 1866 году напечатана первая часть драматической трилогии «Смерть Иоанна Грозного»);
- «Русская старина» («История государства Российского от Гостомысла до Тимашева», 1878; поэма «Сон Попова», 1882). Сборник стихотворений вышел в 1867 году.

Стихотворения, роман и поэмы Толстого переиздаются и в конце XX — начале XXI века. В 1867 году опубликовано первое собрание сочинений А. К. Толстого, впоследствии выдержавшее около десятка изданий.
В 1898 году постановкой трагедии А. К. Толстого «Царь Фёдор Иоаннович» открылся Московский Художественный театр.
Большая часть политических сатир опубликованы посмертно.

### Баллады, притчи и стихотворения
- «Благовест» (1840)
- «Василий Шибанов» (1840)
- «Благовест» (1840-е)
- «Где гнутся над омутом лозы…» (1840-е)
- «Князь Михайло Репнин» (1840-е)
- «Князь Ростислав» (1840-е).
- «Курган» (1840-е)
- «Богатырь» (1849?)
- «Колокольчики мои…» (1854)
- «Колодники» (1854?)
- «Правда» (1858)
- «Старицкий воевода» (1858)
- «Бунт в Ватикане» (1864)
- «Чужое горе» (1866)
- «Пантелей-целитель» (1866)
- «Змей Тугарин» (1867)
- «Песня о Гаральде и Ярославне» (1869)
- «Песня о походе Владимира на Корсунь» (1869)
- «Три побоища» (1869)
- «Гакон Слепой» (1869—1870)
- «Боривой» (1870)
- «Поток-Богатырь» (1870). В 1870 году было упомянуто в итальянском журнале «La Revista Europea»
- «Роман Галицкий» (1870)
- «Ругевит» (1870)
- «Ушкуйник» (1870)
- «Алёша-Попович» (1871)
- «Илья Муромец» (1871)
- «Порой весёлой мая…» (1871) — имеет сатирическую природу и выражает авторское насмешливое отношение к революционно-прагматическим настроениям в обществе.
- «Сватовство» (1871)
- «Садко» (1871—1872)
- «Канут» (1872)
- «Слепой» (1872)
- «Край ты мой, родимый край…», стихотворная миниатюра
- «Ой, стога, стога…»
- «В монастыре пустынном близ Кордовы...»

### Поэмы
- «Грешница» (1858)[20]
- «Иоанн Дамаскин[англ.]» (1859) — поэма о преподобном Иоанне Дамаскине, написавшем, вопреки наказу своего духовного отца, стихотворение, чтобы успокоить брата усопшего монаха[21].
- «Алхимик» (1867) — неоконченная поэма о Раймунде Луллии.
- «Сон Попова»[22] (1873) — сатирическая поэма, описывающая сон статского советника Попова, в котором он пришёл на приём к министру без панталон; в поэме впервые в русской литературе упоминается Третье отделение[23]. Обобщающая сатира на государственную бюрократию.
- «Портрет» (1874) — повесть в стихах о первой любви. В газете-журнале Ф. Достоевского «Гражданин» была опубликована в «Заметках досужего читателя» благосклонная рецензия на небольшой рассказ в стихах А. К. Толстого, «простой и… оттого именно поэтический, про то, как первая любовь его души была к портрету какой-то женщины, висевшему в гостиной родительского дома…» (1874, № 11).
- «Дракон[англ.]» (1875) — стилизация под итальянскую старину; в стихах строго выдержан стиль Данте — терцины.

### Драматургия

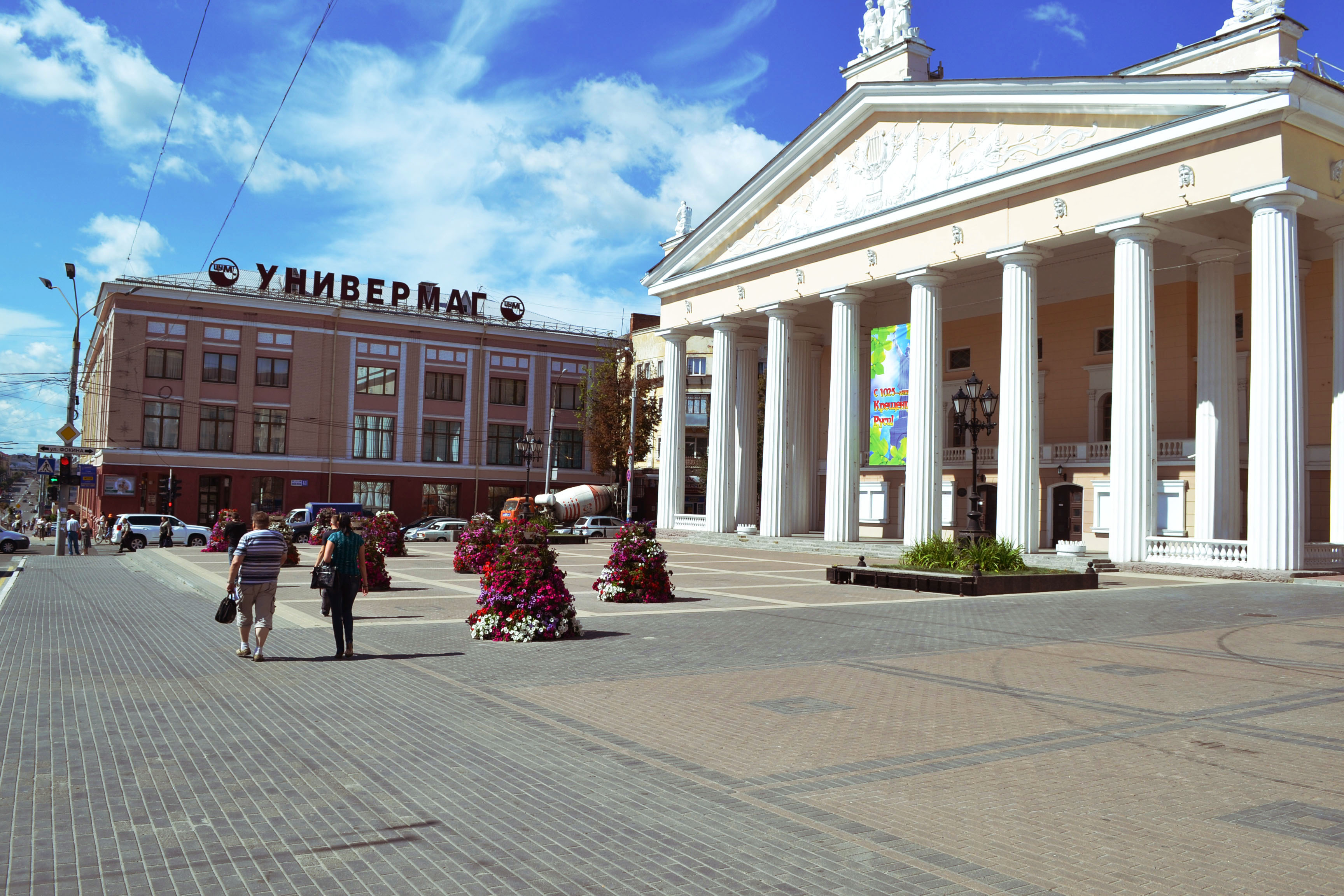
Театр драмы имени А. К. Толстого в Брянске

- Комедия «Фантазия» (в соавторстве с Алексеем Жемчужниковым) под инициалами Y и Z (1850); первая и единственная постановка — в Александринском театре в 1851 году в присутствии Николая I, запретившего последующую постановку пьесы.
- Драматическая поэма «Дон Жуан» (1862), посвящённая памяти Моцарта и Гофмана. При жизни автора не ставилась. В 1891 году её постановка была признана цензурой «неудобной». Лишь в 1905 году пьеса (с цензурными купюрами) была поставлена на русской сцене братьями Адельгеймами[24].
- «Смерть Иоанна Грозного» (1865); первая постановка — в Александринском театре в 1867 году. Трагедия впервые экранизирована в 1909 году (короткометражный чёрно-белый фильм)[25]
- «Царь Фёдор Иоаннович» (1868); первая постановка[26] состоялась в 1898 году в Художественном общедоступном театре (Москва) и Литературно-художественном кружке (театр А. С. Суворина, Санкт-Петербург).
- «Царь Борис» (1870); был разрешён цензурой, но не принят к постановке Дирекцией императорских театров. Первая постановка — в 1881 году в «Пушкинском театре» Бренко, Москва[27].
- Незаконченная драма «Посадник» (1871); первая постановка — в 1877 году в Александринском театре (бенефис актёра А. А. Нильского)[28].

### Проза

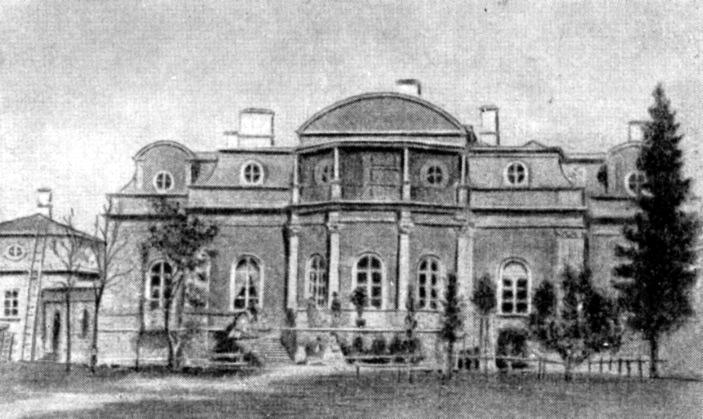
Имение «Пустынька» (Саблино)

- «Упырь» (1841), под псевдонимом «Краснорогский»; повесть неоднократно экранизировалась.
- «Волчий приёмыш» (1843), рассказ.
- «Артемий Семенович Бервенковский» (1845), рассказ.
- «Амена» (1846) — фрагмент из романа «Стебеловский», о котором больше ничего не известно.
- «Князь Серебряный» (1862), роман трижды экранизирован (1911, 1991 и 1992).

На французском языке
- «Семья вурдалака» (La famille du vourdalak, 1839), впервые экранизирована в 1963 году Марио Бавой («Три лика страха / I tre volti della paura», в главной роли — Борис Карлофф).
- «Встреча через триста лет» (Le rendez-vous dans trois cent ans, 1839).

### Любовная лирика
- «Средь шумного бала, случайно…» (1851)
- «Ты не спрашивай, не распытывай…» (1851)
- «Меня, во мраке и пыли…» (1851 или 1852?)
- «Не ветер, вея с высоты…» (1851 или 1852?)
- «Как здесь хорошо и приятно…» (1856)
- «Когда кругом безмолвен лес дремучий…» (1856)
- «Колышется море, волна за волной…» (1856)
- «Не верь мне, друг, когда, в избытке горя…» (1856)
- «Смеркалось, жаркий день бледнел неуловимо…» (1856)
- «Порой, среди забот и жизненного шума…» (1857)
- «Источник за вишнёвым садом…» (1858)
- «Кабы знала я, кабы ведала…» (1858)
- «Минула страсть, и пыл её тревожный…» (1858)
- «О, не спеши туда, где жизнь светлей и чище…» (1858)
- «Слеза дрожит в твоем ревнивом взоре…» (1858)
- «С тех пор как я один, с тех пор как ты далёко…» (1858)
- «Ты знаешь, я люблю…» (1858)
- «Ты любишь в нём лишь первую любовь…» (1858)
- «К страданиям чужим ты горести полна…» (1859)
- «На нивы жёлтые нисходит тишина…» (1860)
- «Обнявшися дружно, сидели…» (1868)
- «То было раннею весною…» (1871)

### Немецкие стихотворения А. К. Толстого
А. К. Толстой знал несколько европейских языков, но более всего любил немецкий, будучи одним из тех русских писателей и поэтов, кто создавал свои произведения на немецком языке (И. И. Хемницер, В. А. Жуковский, В. К. Кюхельбекер, К. К. Павлова).
Практически все стихотворения на немецком языке А. К. Толстой написал между 1869 и 1871 годами, и они впервые были опубликованы после его смерти преимущественно по автографам сохранившихся писем, по черновым наброскам в записных книжках, по автографам в бумагах К. К. Павловой.
1869 год, «К. К. Павловой»:
- «Hart wie Cäsar, hoch und hehr…»
- «Stolz schreiten einher die Preußen»…
- «Wie du auch dein Leben lenkst»
- «Ja, ich fühl mich frisch und munter»
- «Was soll ich Ihnen nun sagen»

1870 год, «К. К. Павловой»:
- «Ich, der ich die Insel Rügen…»
- «Nun bin ich hier angekommen…»
- «Da mir den Weg von vorn…»
- «Zu einen Sängerkampf…»
- «Die allerliebsten Zeilen…»
- «Einfache Geschichte…»
- «Wohlan, es sei! Es lieg in Banden…»

1871 год, «К. К. Павловой»:
- «Behüte mich Gott, oh Dichterin…»
- «Der zehnte Mann…»
- «Philosophische Frage»
- «Der heilige Anton von Novgorod».

Только два известных стихотворения А. К. Толстого на немецком языке относятся к самому концу жизни поэта (1875 год):
- «К. К. Павловой»: «Ich war mit Ihnen grob…»
- «Л. Гартману»: «Sieh, ich fühl mich frisch und munter…»

### Козьма Прутков
Под этим коллективным псевдонимом писались стихи, афоризмы, басни, литературные пародии, высмеивающие консерватизм мысли, мнимое величие, «политическую благонамеренность», различного рода эпигонство в литературе. Из 38 индивидуальных сочинений 13 % принадлежат А. К. Толстому: «Эпиграмма 1 („Вы любите ли сыр? — спросили раз ханжу…“)», «Письмо из Коринфа», «Из Гейне» («Вянет лист, проходит лето…»), «Пластический грек», «К моему портрету», «Память прошлого» и «В борьбе суровой с жизнью душной…».
Совместно с Алексеем Жемчужниковым написаны «Желание быть испанцем», «Осада Памбы», «Из Гейне („Фриц Вагнер, студьозус из Иены…“» и «Звезда и Брюхо». Вместе с Владимиром Жемчужниковым А. К. Толстой написал «На взморье, у самой заставы…». Предположительно, поэтом написан «Философ в бане» — пародия на стихотворение Н. Ф. Щербины «Моя богиня». Сатирические произведения за подписью Козьмы Пруткова печатались в отделе «Литературный ералаш» «Современника», в «Свистке».

### Публицистика
- «Проект постановки на сцену трагедии „Смерть Иоанна Грозного“» (1866)
- «Проект постановки на сцену трагедии „Царь Фёдор Иоаннович“» (1868)

### «История государства Российского от Гостомысла до Тимашева»
Толстой, упоминая в письмах об этом своём произведении, каждый раз называл его по-иному: «L’histoire de Russia», «L’histoire de Russie jusqu’a Тимашев», «История России», «Сокращённая русская история», «История государства Российского от Гостомысла до Тимашева». По свидетельству В. М. Жемчужникова, эта сатира должна была быть озаглавлена так: «Сокращённая русская история от Гостомысла до Тимашева». В короткий объём «Истории государства Российского» (83 строфы) А. К. Толстой ухитряется вместить пародийный рассказ обо всех основных символичных событиях российской истории: от призвания варягов (860 год) и крещения Руси до 1868 года. Начиная от князя Гостомысла, по совету которого новгородцы пригласили на Русь варяжских князей, автор перечисляет всех князей и царей, но не обсуждает Александра II, ограничившись министром внутренних дел А. Е. Тимашевым. После написания (1868) произведение распространялось в списках и приобрело большую популярность ещё до публикации. По цензурным соображениям «История…» впервые увидела свет в 1883 году, через 15 лет после написания, в «Русской старине» под названием «Русская история от Гостомысла 862—1868» (отдельным изданием напечатана на русском языке в Берлине: B. Behr’s Verlag (E. Bock), 1884).
Это стихотворение впоследствии вдохновило ряд авторов на своеобразные продолжения «Истории государства Российского». Поэт-сатирик В. В. Адикаевский издал собственное стилизованное продолжение «Истории…», заканчивающееся событиями 1905 года («От мрака к свету», Санкт-Петербург, 1906). «История дома Романовых» Н. Агнивцева была опубликована в журнале «Лукоморье», № 14, 1917 год (после Февральской революции). В 1975 году главный редактор журнала «Летучая мышь» Е. Б. Чернявский продолжил «Историю…» от Александра II до Генерального секретаря ЦК КПСС Л. И. Брежнева. В 2002 году Юрий Нестеренко продолжил «Историю…» до В. В. Путина.

### Переводы
А. К. Толстой в совершенстве владел многими европейскими языками: французским, немецким, итальянским, английским, украинским, польским; знал латынь. Переводил стихотворения Гёте, Гейне, Гервега, Шенье, Байрона, шотландские баллады. Переводы А. К. Толстого являются классическими образцами переводческого мастерства. Для перевода поэт выбирал стихотворения, исходя из эстетической ценности оригинала и близости к своей творческой индивидуальности. В письме к С. А. Миллер от 30 сентября 1867 года А. К. Толстой замечает: «Я думаю, что не следует переводить слова, и даже иногда мысли, а главное — надо передать впечатление». Поэт с удовольствием переводил понравившиеся ему стихотворения. В письме Маркевичу от 20 марта 1860 года он признаётся, что «по временам настоящее удовольствие переводить Шенье — наслаждение материальное, пластическое, — наслаждение образов, которое позволяет отдаться совершенно музыке стиха».

#### Переводы произведений Андре Шенье
- «Крылатый бог любви, склоняясь над сохой…» (1856) — перевод стихотворения «Tiré de Moschus»;
- «Вот он, низийский бог, смиритель диких стран» (1856) — перевод стихотворения «C′est le dieu de Niza, c′est le vainqueur du Gange…»;
- «Ко мне, младой Хромид, смотри, как я прекрасна…» (1856) — перевод стихотворения «Accours, jeune Cromis, je t′aime, je suis belle…»;
- «Супруг блудливых коз, нечистый и кичливый…» (1856) — перевод стихотворения «L′impur et fier époux qui la chèvre désire»;
- «Багровый гаснет день; толпится за оградой…» (1856) — перевод стихотворения «Fille du vieux pasteur qui d′une main agile…»;
- «Я вместо матери уже считаю стадо…» (1856) — перевод «A compter nos brebis je remplace ma mère…».

#### Переводы произведений Генриха Гейне
Толстой перевёл шесть стихотворных произведения Генриха Гейне:
- «Безоблачно небо, нет ветру с утра…» (1856?) — вольный перевод последней строфы стихотворения «An den Nachtwächter (Bei spaterer Gelegenheit)» из цикла «Современные стихотворения» книги «Новые стихотворения» (1828—1844). При переводе А. К. Толстой, как отмечают Д. Н. Жаткин, Т. Н. Шешнева, «выполнил авторизованную интерпретацию стихотворения немецкого поэта, привнеся черты собственного писательского мышления и стиля»[35];
- «У моря сижу на утёсе крутом…» (1856?) — перевод стихотворения «Es ragt ins Meer der Runenstein…»;
- «Из вод поднимая головку…» (1856) — первый перевод стихотворения «Die schlanke Wasserlilie…» на русский язык[36];
- «Ричард Львиное Сердце» (1868) — перевод стихотворения «König Richard»;
- «Обнявшись дружно, сидели…» (1868) — перевод поэтической зарисовки «Mem Liebchen, wir saßen beisammen, …»;
- «Довольно! Пора мне забыть этот вздор…» (1868) — перевод стихотворения «Nun ist es Zeit, daß ich mit Verstand…», сделанный по просьбе И. А. Гончарова для пятой части его романа «Обрыв»[37][38].

#### Перевод стихотворений Георга Гервега
- «Хотел бы я уснуть, как заря…» (1856 или 1857) — перевод «Ich möchte hingehn wie das Abendrot…».

#### Переводы произведений Дж. Г. Байрона
- «Поражение Сенахерима» (1856) — перевод стихотворения «The destruction of Sennacherib»;
- «Солнце неспящих» (1856) — перевод стихотворения «Sun of the sleepless».

#### Переводы произведений Иоганна Вольфганга Гёте
- «Коринфская невеста» (1856) — перевод стихотворения «Die Braut von Korinth»;
- «Бог и баядера» (1867) — перевод стихотворения «Der Gott und die Bayadere»;
- «Радость и горе, волнение дум…» (1870) — перевод песни Клерхен из трагедии «Эгмонт»: «Freudvoll und leidvoll…»;
- «Трещат барабаны, и трубы трубят…» (1870) — перевод песни Клерхен из трагедии «Эгмонт»: «Die Trommel gerühret…»

### Автопереводы
В числе немногих авторов XIX века (в том числе Е. А. Баратынский, И. И. Козлов, А. И. Герцен) А. К. Толстой переводил свои произведения на иностранный (немецкий) язык. До наших дней дошли шесть самопереводов, которые относятся к позднему периоду творчества А. К. Толстого (точные даты их создания остаются неизвестными):
- «Täglich, wie das Wasser mit den Flammen…» — элегия «Что день, как поломя со влагой…».
- «Pflüger riß das Feld auf mit seinem Pflug…» — «Острою секирою ранена берёза…».
- «Und wie nun die Fürstin berichtet den Traum…» — фрагмент из баллады «Три побоища».
- «S′ist gut, — sprach der Fürst, als der Mönch von Byzanz» — отрывок «Песни о походе Владимира на Корсунь».
- «Haco der Blinde» — первые две строфы былины «Гакон Слепой».
- «Oh, glaub′ mir nicht, in trüber Stund′, in schlimmer…» — лирическое признание «Не верь мне, друг, когда в избытке горя…».

Лингвостилистический анализ автопереводов свидетельствует о том, что А. К. Толстой в совершенстве знал немецкий язык и это позволило ему использовать различные стихотворные размеры и способы рифмовки, устные и устаревшие слова и выражения, разнообразные грамматические обороты и временны́е формы.

### Автопародия
В «Современнике» (1854, № 4) была опубликована пародия Козьмы Пруткова — баллада «Путник». Образцом для пародирования стало известное стихотворение «Колокольчики мои…» (1840-е) А. К. Толстого, одного из создателей Козьмы Пруткова.

### Переводы произведений поэта на иностранные языки
В 1872 году был «великолепно» переведён на итальянский язык роман «Князь Серебряный» «профессором из Вероны» Гаэтано Патуцци, который с лёгкостью передал «все архаизмы и идиоматизмы русского языка» (формулировки из письма А. К. Толстого к К. Сайн-Витгенштейн, 17 апреля 1874 года).
На немецкий язык произведения Толстого переводила К. К. Павлова. Поэтесса перевела поэму «Дон Жуан» (опубликована в 1863, Дрезден), трагедию «Смерть Иоанна Грозного» (1868, Дрезден), двенадцать стихотворений поэта (1868, Дрезден), которые в июне 1875 года Толстой читал перед немецкой публикой, и др.
Поэма «Грешница» была переведена на польский язык в 1875 году Антонием Колянковским и отпечатана в Сувалкской губернской типографии.
Драма «Смерть Иоанна Грозного» была переведена на французский язык в 1874 году Селестом Куррьером (Céleste Courrière, 1843–1910), переложена в стихи и адаптирована для французской сцены Полем Демени (Paul Demeny, 1844–1918) и Жоржем Изамбаром (Georges Izambard, 1848–1931), 12 января 1879 года представлена в парижском театре Гэте (Gaîté) и в том же году издана в Париже (в книгу вошло и письмо А. К. Толстого от 29 декабря 1874 года с высокой оценкой перевода).

## Публикации
- Упырь: [Рассказ] / Соч. Краснорогского [псевд.]. — [Санкт-Петербург]: тип. Фишера, 1841. — [2], 177 с., 1 л. ил.
- Иоанн Дамаскин. — М.; тип. А. Семена, 1859. — 26 с.
- Князь Серебряный. Ч. 1—2. — М.; тип. Каткова, 1862.
- Преподобный Иоанн Дамаскин: Поэма гр. А. К. Толстого. — Москва : О-во распространения полез. кн., 1866. — 35 с.
- Проект постановки на сцену трагедии: Смерть Иоанна Грозного / [Гр. А. К. Толстой]. — Санкт-Петербург: типография Морского министерства, ценз. 1866. — 50 с.
- Смерть Иоанна Грозного: Трагедия в 5 д. / [Гр. Алексей Толстой. — Санкт-Петербург, 1866]. — 116 с.1
- Бунт в Ватикане; Русская история от Гостомысла с IX по XIX в. / [Соч.] графа А. К. Толстого. — Carouqe (Genéve): M. Elpidine, 1868. — 31 s..
- Проект постановки на сцену трагедии «Царь Федор Иоаннович» / [Соч.] Гр. А. К. Толстого. — Санкт-Петербург: тип. Ф. Сущинского, 1869. — 39 с.
- Полное собрание стихотворений: Драмы, поэмы, повести, былины, баллады, притчи, песни, очерки: 1855—1875 / [Гр. А. К. Толстой]. — 2-е изд., доп. — Санкт-Петербург: тип. М. Стасюлевича, 1877. — XVI, 552 с.
- Посадник: Драм. представление в 4 д. и 5 карт. в стихах и прозе, соч. гр. А. К. Толстого (авт. трагедии «Смерть Иоанна Грозного») — [Санкт-Петербург]: лит. Курочкина, ценз. 1877 — 144 с.
- Русская история от Гостомысла с IX по XIX в.: Шутка-поэма гр. А. К. Толстого. — Berlin: B. Behr (E. Bock), 1884. — [4], 24 с.
- Былины и стихотворения графа Алексея Константиновича Толстого / Рис. Н. Н. Каразина. — 2-е изд. — Санкт-Петербург: С.-Петерб. ком. грамотности, сост. при Имп. Вольн. экон. о-ве, 1890. — 62, [2] с.: ил.
- Князь Серебряный: Повесть времен Иоанна Грозного / С предисл. кн. Д. Н. Цертелева; С портр. авт. и 12 рис. худож. К. В. Лебедева, грав. на меди А. Лалоз; Гр. А. К. Толстой. — Москва: В. Г. Готье, 1892. — XII, 392, II, [2] с., 1 л. фронт. (портр.), 12 л. ил.
- Змей-Тугарин; Куклы маленькой царевны; Двойник; Приемыш: (Былина): (Сказка): (Святочный рассказ): Быль / [Гр. А. Толстой]. — Москва: А. Д. Сазонов, 1896. — 32 с.
- Бунт в Ватикане; Русская история от Гостомысла с IX по XIX в. / [Соч.] Гр. А. К. Толстого. — Берлин: Г. Штейниц, 1904. — 30 с. — (Собрание лучших русских произведений; Ч. 84).
- Садко: Былина гр. Алексея Толстого, с миниатюрами М. П. Соловьёва. — [Санкт-Петербург]: тип. А. Бенке, ценз. 1905. — [8] с.: цв. ил.1
- Сон статского советника Попова: Сатир. поэма / А. К. Толстой. — Москва: Журнал «Жизнь и люди», 1910. — 16 с.
- Prince Serebrenni: Vol. 1 : in 2 volumes / by count A. Tolstoy; translated from the Russian by princess Galitzine. — Chapman & Hall, 1874. — 288 p.
- Prince Serebrenni: Vol. 2: in 2 volumes / by сount A. Tolstoy; translated from the Russian by princess Galitzine. — Chapman & Hall, 1874. — 308 p.
- Fyrst Serebraeny: historisk Roman / af Grev Alexis Tolstoy; oversat af Vilhelm Moller. — Andr. Schous Forlag, 1882. — 483 с. — (Fra Ivan den Grusommes tid)
- Die Familie des Vampirs: Aus den Memorien eines Unbekannten / Graf A. K. Tolstoi; [Lithogr. von Rudolf Schlichter; Ubertr. von Eva Luther]. — Munchen: Orchis, 1923. — 28 s.
- Tsar Fyodor Ivanovitch: A play in 5 acts / By count Alexei Tolstoi; Engl. transl. by Jenry Covan. — London: Brentano, [Cop. 1923]. — VIII, 91 p. — (The Moscow art theatre series of Russian plays/ Ed. by Oliver M. Sayler).
- Der Bojar Iwans des Schrecklichen: Historischer Roman aus dem zaristischen Russland / Von Alexey Tolstoi; [Deutsch. Original — ubertr. von Wulfhild von Hartmann]. — Berlin: Oestergaard, [1926]. — 381 s.
- Upíři na staré Rusi / Alexej Konstantinovič Tolstoj; [z rus. orig. přel. Miroslav Staněk]. — Praha: Havran, 2004. — 204, [3] с.

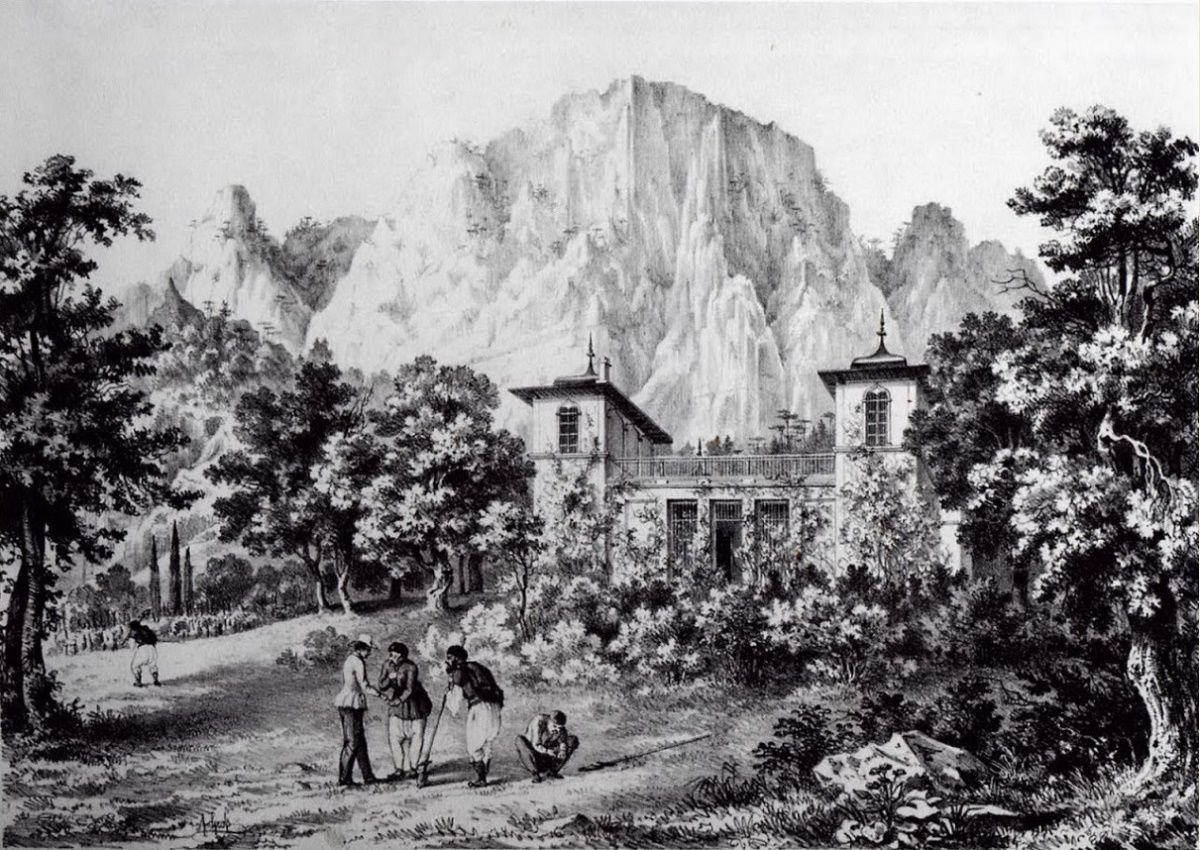
Мелас. Фёдор Гросс, Из альбома «Коллекция живописных видов Крыма», Одесса, 1846

## Адреса
- С 1826 года — Москва, Басманная улица, 27, в доме семьи Перовских.
- 1850-е годы — Шестилавочная улица, Санкт-Петербург.
- 1860, весна — ул. Бальзака, 10, Париж

А. К. Толстой — владелец имения Меллас на Южном берегу Крыма; это имение было унаследовано от дяди Л. А. Перовского в 1856 году. Впервые посетив Меллас в мае 1856 года, после увольнения из действующей армии и прожив там две недели, Толстой по впечатлениям от пребывания в Крыму написал лирический цикл «Крымские очерки». Впоследствии поэт ещё трижды приезжал в Меллас, владея имением до 1875 года.

## Память

Памятник А. К. Толстому в парке Толстого

Творчеством А. К. Толстого увлекались в молодости Александр Блок и Валерий Брюсов; очень ценил его Велимир Хлебников; наконец, его произведения прекрасно знал и любил декламировать Владимир Маяковский.
В честь А. К. Толстого названы парк-музей в историческом центре Брянска, театр драмы в Брянске, улица в селе Красный Рог. В усадьбе писателя «Красный Рог» (расположенной на расстоянии 2 км от одноимённого села) в 1967 году был открыт Литературно-мемориальный музей А. К. Толстого — филиал Брянского государственного краеведческого музея. Библиотеке № 12 в Брянске 21 сентября 2018 года присвоено имя А. К. Толстого.